# الیور کوادردو
الیور کوادردو (انگلیسی: Oliver Cuadrado؛ زادهٔ ۱۲ ژوئیهٔ ۱۹۷۷) بازیکن فوتبال اهل اسپانیا است.
از باشگاه‌هایی که در آن بازی کرده‌است می‌توان به باشگاه فوتبال کامپوستلا، باشگاه فوتبال رئال مادرید سی، باشگاه فوتبال رئال مادرید کاستیا، و باشگاه فوتبال رئال مادرید اشاره کرد.